# ルキウス・カエキリウス・メテッルス (紀元前251年の執政官)

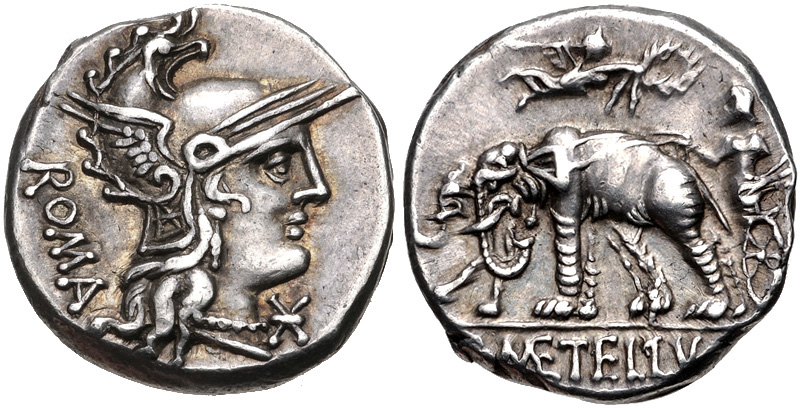
戦象の刻まれたデナリウス銀貨

ルキウス・カエキリウス・メテッルス（ラテン語: Lucius Caecilius Metellus、紀元前290年頃 - 紀元前221年）は共和政ローマ中期の政務官。執政官（コンスル）に二度選出され、第一次ポエニ戦争を戦った。

## 出自
父は紀元前284年に執政官を務めたルキウス・カエキリウス・メテッルス・デンテル。息子には同名のルキウス・カエキリウス・メテッルス、紀元前206年の執政官となったクィントゥス・カエキリウス・メテッルス、第二次ポエニ戦争でプラエトルとしてハンニバルと戦った、マルクス・カエキリウス・メテッルスがいる。

## 経歴
メテッルス自身も紀元前251年と紀元前247年に執政官に就任している。また、紀元前243年には最高神祇官（ポンティフェクス・マクシムス）、紀元前224年には独裁官に選出されている。
紀元前251年にはパノルムスの戦いでカルタゴの司令官ハスドルバルを破り、シケリア（シチリア）におけるローマの優位性を確立した。この戦いでは13人のカルタゴの将軍を打ち破り、120頭の戦象を捕獲し、凱旋式を挙行する栄誉を得た。戦象の何頭かは、ローマで市民に披露されたが、その姿はメテッルス家の貨幣鋳造委員の手によるデナリウス銀貨に描かれている。
この戦いでローマ軍は恐るべき戦象と戦うことになったが、メテッルスは軽歩兵（ウェリテス）を塹壕に潜ませ、塹壕および城壁からの投げやりや投石攻撃によって戦象にパニックを起こさせた。この攻撃と奇襲によるすばやい反撃を実施することにより、ローマ軍歩兵はカルタゴ軍を一掃した。

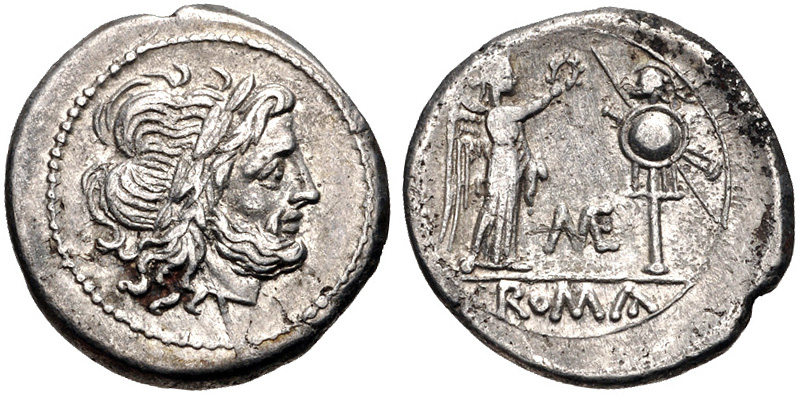
女神像の刻まれたデナリウス銀貨。メテッルスを表すMとEがみえる

メテッルスが最高神祇官を勤めていた時、ウェスタ神殿が火事になりパラディウム（パラスに似せて作った木像で神聖なものとされていた）や他の神聖な品々が破壊されそうになった。メテッルスは躊躇することなく炎の中に飛び込み、このローマの神聖なシンボルを抱えて戻って来た。この際の熱のために、彼は盲目になってしまったが、ローマ元老院は彼に対してチャリオットに乗ってクリアに行く特権を与えた。彼の高貴な行動を記念して、メテッルス家はパラスの像も彼らの鋳造するコインに刻むようになった。
紀元前221年ごろ死去したとみられ、ルキウス・コルネリウス・レントゥルス・カウディヌス (紀元前237年の執政官)が最高神祇官に選出されている。

## 参考資料
- T. R. S. Broughton (1951). The Magistrates of the Roman Republic Vol.1. American Philological Association
- Manuel Dejante Pinto de Magalhães Arnao Metello and João Carlos Metello de Nápoles, "Metellos de Portugal, Brasil e Roma", Torres Novas, 1998